# 奥平昌蔭
奥平 昌蔭（おくだいら まさかげ、寛政5年（1793年） - 弘化4年12月11日（1848年1月16日））は、伊予松山藩家老、奥平藤左衛門家7代当主。
父は吉田張奉。養父は奥平貞教。養子は奥平貞臣。初名は貞蔭。通称は昇之助、藤左衛門。家老として、文化6年（1809年）に着手した松山城天守再建や、天保9年（1838年）に幕府より課された江戸城西丸再建の上納金問題に対処した。

## 生涯
寛政5年（1793年）、伊予松山藩家老の吉田張奉の四男として松山に生まれる。寛政9年（1797年）、前年嗣子なく家名断絶した奥平藤左衛門家を、新知1200石大名分として相続する。文化5年（1808年）、知行1500石となり組頭として与力を預かる。文化8年（1811年）、家老となる。文化10年（1813年）、藩主松平定通の将軍御目見の際に、将軍徳川家斉、世嗣家慶に拝謁する。文政6年（1823年）、伊勢桑名照源寺で行われた崇源院殿（松平定勝）二百回忌御法事の代拝を務める。文政11年（1828年）、金300両を賜る。同年軍用方を兼任。文政12年（1829年）、家老を辞職。文政13年（1830年）、知行3300石となり、同姓奥平貞熈の長男隼人を養子とする。同年家老に復職し、軍用方を兼務。天保6年（1835年）、藩主松平勝善の家督相続御礼言上の際に将軍家斉に拝謁する。天保9年（1838年）家老を辞職。
弘化4年（1847年）12月11日死去。享年55。